# Max Dehling
Max Dehling (* 7. November 1993 in Landau in der Pfalz) ist ein deutscher Journalist, Fernseh- und Hörfunkmoderator.

## Leben und Wirken
Nach seinem Volontariat bei der Radio Group und Antenne Pfalz und einem Studium der Medienwirtschaft war Dehling von 2016 bis 2022 Moderator verschiedener Sendungen des jungen Radioprogramms von SWR DASDING. Seit 2020 arbeitet er als Verantwortlicher der Radio-Programmaktionen des Senders.
Seit 2020 ist Dehling Teil des Moderations-Teams im Tigerenten Club in der Rolle als Club DJ Max. Darüber hinaus ist er seit 2021 Podcast-Formatentwickler und Redakteur in der SWR Wirtschaftsredaktion.
2022 entwickelte er für DASDING und die SWR Wirtschaftsredaktion den Podcast Finnel & Das Geld. Gemeinsam mit dem Influencer Finnel bespricht er darin seit dem 20. Januar 2023 die Themen Geld und Status. Zu den renommierten Gästen des Podcast über Geld und Status gehörte beispielsweise Mike Singer. Der Podcast gehörte Anfang 2023 zu den erfolgreichsten Podcasts in den Spotify Deutschland-Charts.